# Mesut Özil
Mesut Özil (født 15. oktober 1988 i Gelsenkirchen, Vesttyskland) er en tidligere tysk fodboldspiller, som spillede midtbane. Han har i seniorkarrieren repræsenteret Arsenal, Real Madrid, Werder Bremen, Schalke 04, Fenerbahçe SK og İstanbul Başakşehir F.K.. Mesut Özil har tyrkiske rødder fra den anatolske by Zonguldak i Tyrkiet.

## Baggrund
Mesut Özils bedstefar var flyttet fra byen Devrek i provinsen Zonguldak ved Sortehavskysten til Gelsenkirchen i Ruhr-området i 1961 som en såkaldt "Gastarbeiter" som en del af rekrutteringsaftalen mellem Tyrkiet og Forbundsrepublikken Tyskland ; 1967 Mesut Özils far kom til Tyskland i en alder af to. Mesut Özil blev født i Gelsenkirchen i 1988 som den anden af fire børn og voksede op i kvarteret Bismarck. I hans forældres hus var det eneste sprog, der blev talt, tyrkisk, og Mesut Özil gik på en såkaldt forberedende skole, hvor de andre elever også var af udenlandsk oprindelse og derfor kommunikerede udelukkende på tyrkisk. Mesut Özil talte kun tysk med læreren. I hans skoletid ("Grundschule" og "weiterführende Schule") var mange af hans klassekammerater også af tyrkisk oprindelse, og derfor havde Mesut Özil kun lært det tyske sprog med vanskeligheder.

## Karriere

### Werder Bremen
I 2009 var Özil med Werder Bremen med til at vinde DFB-Pokalen. Han blev i finalen mod Bayer Leverkusen desuden matchvinder, da han midt i 2. halvleg scorede kampens eneste mål.

### Real Madrid C.F.
Den 17. august 2010 annoncerede Real Madrid indkøbet af Özil fra Werder Bremen for 10 mio Euro (75 mio. Danske kroner), hvor han var på vej ind i det sidste år af sin kontrakt. Real Madrid belønnede i starten af 2011/12-sæsonen Mesut Özil med et nyt trøjenummer. Han rykkede fra nr. 23 til det legendariske nr. 10.

### Arsenal F.C.
Den 2. september 2013 skiftede han til engelske Arsenal F.C. til en pris på 50 millioner Euro. Her fik han trøjenummer 11. I 2019 fik han igen trøjenummer 10 fordi den forhenværende 10'er skiftede fra Arsenal. 

### Landshold
Özil står (pr. 22. marts 2023) noteret for 92 officielle kampe og 23 mål for Tysklands A-landshold, som han debuterede for den 11. februar 2009 i et opgør mod Norge. Han har desuden spillet adskillige kampe for de tyske ungdomslandshold. Han deltog til VM 2010 som stamspiller på et stærkt spillende Tyskland-mandskab, der endte som bronzevindere. Individuel hæder var også tæt på for Özil, da han var en af 10 spillere i betragtning til Golden Ball-prisen, der hædrer turneringens bedste spiller. Ved VM i 2014 i Brasilien vandt han guld med det tyske landshold. Han scorede ét mål i turneringen, i 1/8-finalen mod Algeriet.

## Titler
DFB-Pokal
- 2009 med Werder Bremen

La Liga
- 2011-12 med Real Madrid

Copa Del Rey
- 2010-11 med Real Madrid

Supercopa de España
- 2012 med Real Madrid

FA Cup
- 2014 med Arsenal